# Sinfonia all'italiana
La sinfonia all'italiana (o anche ouverture all'italiana) è un brano di musica orchestrale che nel tardo XVII e nel XVIII secolo apriva le opere, gli oratori e gli altri lavori a larga scala. L'ouverture italiana ebbe inizialmente grande importanza nello sviluppo della sinfonia classica.
Questo tipo di ouverture fu particolarmente in voga fra i compositori come Alessandro Scarlatti; nei primi decenni del XVIII secolo per identificarla veniva usualmente usato il termine “sinfonia”, ma più tardi, per evitare confusione con gli altri tipi di sinfonia, si preferì chiamarla “ouverture italiana” (a differenza di ouverture, che è francese, e di preludio, che è mutuato dal tedesco Vorspiel).
Di solito era formata da tre movimenti, veloce-lento-veloce, in genere allegro-adagio-allegro (o presto), presentava una struttura omofona e i movimenti esterni erano tipicamente in tonalità maggiore. Inizialmente il primo movimento tendeva ad avere il metro di 2/4, il secondo movimento era notevolmente più corto del primo e il terzo spesso era danza, principalmente una giga o un minuetto. Successivamente, con lo sviluppo di questo genere di brano, il primo movimento assunse i tipici elementi della fanfara e venne costruito sullo schema della forma-sonata, senza però la sezione dello sviluppo, il secondo movimento aumentò di durata e il terzo a volte veniva omesso.
I primi lavori ad usare questo tipo di sinfonia furono quelli di Alessandro Scarlatti negli anni '90 del Seicento. In seguito si diffuse in tutta Europa e rimase in auge più o meno sino gli anni '70 del XVIII secolo, anche se già dagli anni '60 iniziò a imporsi la forma di ouverture a singolo movimento. Una eccezione è rappresentata da Wagner che nelle sue opere, peraltro di dimensioni monumentali, inserisce talvolta una sinfonia (più spesso un preludio) che richiama i leitmotiv che costituiscono la base delle sue composizioni.

## Storia
La sua nascita si deve ad un'esigenza essenzialmente pratica. Nel Settecento il teatro era un luogo in cui il pubblico si recava e passava parecchie ore, non solo per assistere alla rappresentazione di un'opera, ma anche per mangiare, stare in compagnia, giocare a carte o a dadi. Così, era necessario che a un certo punto l'orchestra si mettesse a suonare per far capire a tutti che lo spettacolo iniziava. Per dare a tutti il tempo di sistemarsi senza che nel trambusto ci si perdesse qualcosa dell'opera, nacque l'usanza di eseguire all'inizio appunto una breve sinfonia orchestrale. Dapprima queste sinfonie non erano legate all'opera che si rappresentava ma nell'ultima parte del Settecento i compositori iniziarono a trattare questa forma musicale come una vera e propria introduzione all'opera, appositamente composta. Alla fine del Settecento la Sinfonia viene così ad assumere la forma bipartita che avrà grande fortuna nella prima parte dell'Ottocento: un tempo lento seguito da un allegro, generalmente in forma-sonata, che utilizza alcuni dei temi principali dell'opera ne introduce il clima. Pensiamo alla Sinfonia del Don Giovanni di Mozart, che si apre con un'anticipazione dei sinistri accordi che accompagneranno nel secondo atto l'ingresso in scena della statua del Commendatore.
Non sempre, per altro, la sinfonia di un'opera ne anticipa i temi musicali. Rossini, di fronte alla necessità di far fronte alle scadenze stabilite dalla committenza, arriva addirittura a riciclare una sinfonia da un'opera ad un'altra: ecco così che la sinfonia composta in origine per un'opera seria, Aureliano in Palmira, e riutilizzata per un'altra opera seria, Elisabetta, regina d'Inghilterra, diventa famosa come sinfonia di un'opera buffa: Il barbiere di Siviglia. Ed è proprio con Rossini che la sinfonia si afferma come brano autonomo, destinato a conquistare una fama che talvolta, come nel caso de La gazza ladra, arriva a superare quella della stessa opera. Le sue sinfonie più fortunate, oltre a quelle citate, sono quelle dell'Italiana in Algeri, della Cenerentola, e della Semiramide. Altrettanto famosa è la cosiddetta sinfonia del Guglielmo Tell, che tuttavia a rigore rientra tra le ouverture alla francese.
La forma della sinfonia operistica decade progressivamente nel corso dell'Ottocento, quando il dramma diventa sempre l'elemento centrale del teatro d'opera. Già in Verdi, le opere sono spesso precedute solo da un breve preludio, che ha il compito di introdurci direttamente nel vivo dell'azione.